# Dimas Escazú
El club Dimas Escazú es un equipo de fútbol femenino que juega en la Primera División Femenina de Costa Rica. Es actualmente el club más activo con mayor presencias en la máxima categoría costarricense desde el 2010.

## Historia
El 20 de febrero de 2005 se oficializó el primer partido del equipo contra el Dulce Nombre de Coronado.
El 6 de diciembre de 2009, logró el ascenso a la máxima categoría costarricense, obteniendo el cetro de la Segunda División de Costa Rica.
En los años 2016, 2017 y 2018 obtuvo los títulos de los Juegos Deportivos Nacionales de Costa Rica.

## Palmarés

### Títulos nacionales
| Competiciones nacionales             | Títulos | Subcampeonatos |
| ------------------------------------ | ------- | -------------- |
| Segunda División de Costa Rica (1/0) | 2009    |                |